# San Javier (Santa Fe)
San Javier is een plaats in het Argentijnse bestuurlijke gebied San Javier in de provincie Santa Fe. De plaats telt 15.601 inwoners.

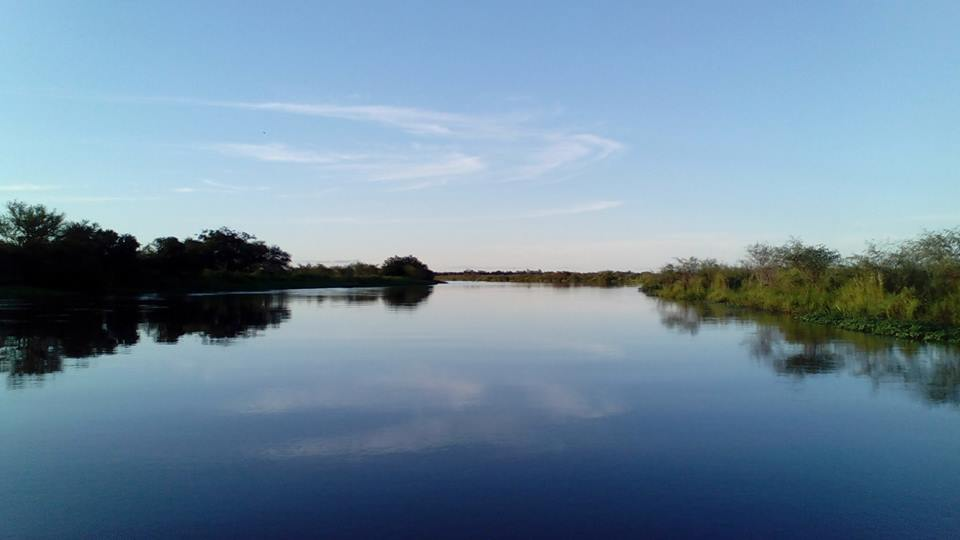
Uitzicht over de rivier